# Le Talentueux Mr Ripley
Pour les articles homonymes, voir Ripley.
Pour plus de détails, voir Fiche technique et Distribution.
Le Talentueux Mr Ripley, ou L'Énigmatique M. Ripley au Québec (The Talented Mr Ripley) est un film américain réalisé par Anthony Minghella, sorti en 1999.
Le scénario est adapté du roman Monsieur Ripley de Patricia Highsmith publié en 1955.
Ce film est sorti quarante ans après l’adaptation qui avait été faite en 1960, Plein Soleil de René Clément avec Alain Delon, Maurice Ronet et Marie Laforêt.

## Synopsis
En 1958, Tom Ripley, un jeune homme désargenté, est, à la suite d'un quiproquo, approché par le magnat de la navigation Herbert Greenleaf, qui le prend à tort pour un ancien camarade de son fils Dickie à Princeton (car Ripley porte une veste de Princeton qu'il a empruntée).
Greenleaf lui propose de le payer pour qu'il se rende en Italie, où Dickie s'est installé, afin de le persuader de retourner aux États-Unis.
Après un voyage en paquebot en première classe, Ripley se fait passer pour Dickie dans le terminal maritime italien auprès d'une jeune mondaine américaine, Meredith Logue.
Dans le village balnéaire de Mongibello, Ripley s'arrange pour croiser Dickie et se lier d'amitié avec lui et sa petite amie Marge Sherwood, se présentant comme un ancien camarade d'université.
Ripley, ébloui et fasciné par le style de vie insouciant et extravagant de Dickie, devient obsédé par lui et cherche à lui plaire.
Mais Dickie se lasse de lui et commence à passer du temps avec un ami mondain, Freddie Miles. Plus perspicace que Dickie,  celui-ci subodore vite en Ripley un simple petit profiteur et le traite avec mépris.
À son retour de Rome, Dickie surprend Ripley vêtu de ses vêtements et dansant devant un miroir, ce qui accroît son agacement à son égard.
Plus tard, Dickie est catastrophé par le suicide de Silvana, une jeune Italienne enceinte de lui. Voyant là une occasion de se rapprocher de lui, Ripley promet à Dickie de garder le secret.
Après que le père de Dickie a coupé les fonds de voyage de Ripley, Dickie annule un séjour à Venise et avertit Ripley qu'ils vont devoir se séparer. Mais il lui propose de l'emmener pour un dernier voyage à San Remo.
Ayant loué un petit bateau, ils finissent par se disputer en mer lorsque Dickie hurle à Ripley qu'il en a assez de lui et qu'il va épouser Marge. Ripley prétend que Dickie a peur des sentiments qu'ils ont l'un pour l'autre, ce qui rend Dickie fou de rage. Ils se battent et  Ripley assomme, puis achève Dickie à coups de rame rageurs.
Après avoir pris les affaires de Dickie, Tom saborde le bateau et retourne à leur hôtel. Là, réalisant que les gens le confondent avec Dickie, Ripley assume une double identité. Il rédige une lettre à Marge, la convainquant que Dickie l'a quittée et a déménagé à Rome. Il crée l'illusion que Dickie est toujours en vie en s'enregistrant dans un hôtel sous le nom de ce dernier et dans un autre sous son propre nom, puis se livre à un échange fictif de communications entre eux.
Grâce à cette usurpation d'identité, il est en mesure de puiser dans les comptes de Dickie, ce qui lui permet de vivre somptueusement.
Plus tard, à Rome,  il rencontre Meredith, qui le connaît toujours sous le nom de Dickie, et accepte une invitation de sa part à assister à un opéra avec sa famille. Là, son stratagème est menacé lorsqu'il rencontre de manière inattendue Marge et son ami Peter Smith-Kingsley. Ripley entraîne précipitamment Meredith hors de l'opéra sous un prétexte fallacieux, puis rompt avec elle pour mettre un terme à une fréquentation désormais trop dangereuse.
Au cours de la soirée, Freddie se présente à l'appartement de Ripley à la recherche de Dickie. Il subodore une tromperie et se montre soupçonneux, voire insultant. Descendant les escaliers, Freddie croise la propriétaire qui salue Ripley resté en haut des marches en tant que Dickie. Réalisant la supercherie, Freddie remonte à l'appartement pour avoir une explication avec Tom. Sitôt la porte franchie, il reçoit sur la tête un violent coup qui le tue. Tom se débarrasse du corps après avoir fait croire aux passants qu'ils croisent dans la rue que Freddy est ivre-mort.
Quand le cadavre est retrouvé, la police visite l'appartement pour interroger Dickie, qu'elle soupçonne du crime. Celui-ci est absent, selon Ripley, qui réussit aussi habilement à éviter une confrontation avec Marge, qui révélerait la vérité.
Pour sortir d'une situation qui devient impossible, Ripley écrit sous le nom de Dickie une lettre avant suicide où ce dernier revendique la responsabilité de la mort de Freddie.
Sous son vrai nom, Ripley se rend à Venise, où il rencontre à nouveau Peter et les deux jeunes gens sympathisent.
Entre-temps, le père de Dickie est arrivé en Italie avec un détective privé, Alvin MacCarron.
Lorsque Marge découvre avec stupéfaction que Ripley a les bagues de Dickie, Tom essaie de la rassurer pour mieux la tuer, mais il en est dissuadé au dernier moment par l'arrivée de Peter à l'improviste dans son appartement.
Désormais, Marge pense que Tom est l'assassin de Dickie et de Freddie. Mais M. Greenleaf ainsi que son détective privé rejettent ses soupçons, car eux connaissent les antécédents de violence de Dickie.
Souhaitant enterrer cette affaire, MacCarron informe Ripley que M. Greenleaf a l'intention de lui léguer une partie des fonds en fiducie de Dickie pour récompenser sa loyauté envers ce dernier et s'assurer de son silence.
Libre et non inquiété pour ses crimes, Ripley monte à bord d'un navire pour la Grèce avec Peter. Mais, sur le pont, il est surpris de rencontrer Meredith, situation dangereuse car elle croit toujours qu'il est Dickie et elle connaît également Peter. Lorsqu'elle lui demande s'il voyage avec Peter, Ripley fait semblant de ne pas avoir vu celui-ci à bord et l'embrasse en lui promettant d'en parler plus tard.
Dans sa cabine, Peter dit à Ripley qu'il l'a vu embrasser Meredith et demande des explications. Pris dans tous ses mensonges, Ripley n'a plus d'autre choix que de tuer Peter, sans quoi la supercherie serait vite découverte. S'allongeant sur son amant, Ripley l'étouffe, puis jette son cadavre par-dessus bord.
Il retourne dans sa cabine, seul.

### Différences avec le roman
Dans le roman, M. Greenleaf contacte Ripley spontanément. Par ailleurs, le personnage de Meredith n'existe pas et Ripley n'a donc pas besoin de tuer Peter. De son côté, Marge ne soupçonnera jamais Ripley d'avoir tué Dickie. Enfin, le détective MacCarron se montre moins direct à son égard.

## Fiche technique
- Titre français : Le Talentueux Mr Ripley
- Titre québécois : L'Énigmatique M. Ripley
- Titre original : The Talented Mr. Ripley
- Réalisation : Anthony Minghella
- Scénario : Anthony Minghella, d'après le roman Monsieur Ripley de Patricia Highsmith
- Musique : Gabriel Yared
- Photographie : John Seale
- Montage : Walter Murch
- Décors : Roy Walker
- Costumes : Gary Jones et Ann Roth
- Production : William Horberg, Tom Sternberg, Paul Zaentz, Lydia Dean Pilcher et Sydney Pollack
- Sociétés de production : Miramax Films et Paramount Pictures
- Sociétés de distribution : Miramax Films (international) et Paramount Pictures (USA)
- Budget : 40 millions de dollars
- Pays de production : États-Unis
- Langue originale : anglais
- Format : Couleurs - 1,85:1 - DTS / Dolby Digital - 35 mm
- Genre : drame, thriller
- Durée : 139 minutes
- Dates de sortie :
  - 12 décembre 1999 (première, États-Unis)
  - 25 décembre 1999 (États-Unis)
  - 8 mars 2000 (Belgique, France)

## Distribution
- Matt Damon (VF : Rémi Bichet ; VQ : Gilbert Lachance) : Tom Ripley
- Gwyneth Paltrow (VF : Françoise Cadol ; VQ : Natalie Hamel-Roy) : Marge Sherwood
- Jude Law (VF : Dimitri Rataud ; VQ : Jacques Lussier) : Dickie Greenleaf
- Cate Blanchett (VF : Isabelle Gardien ; VQ : Lisette Dufour) : Meredith Logue
- Philip Seymour Hoffman (VF : Bruno Dubernat ; VQ : James Hyndman) : Freddie Miles
- Jack Davenport (VF : Éric Herson-Macarel ; VQ : François Godin) : Peter Smith-Kingsley
- James Rebhorn (VQ : Hubert Fielden) : Herbert Greenleaf
- Sergio Rubini : l’inspecteur Roverini
- Philip Baker Hall (VF : Michel Ruhl ; VQ : Aubert Pallascio) : Alvin MacCarron
- Celia Weston : tante Joan
- Rosario Fiorello : Fausto
- Stefania Rocca : Silvana
- Ivano Marescotti : le colonel Verrecchia
- Anna Longhi (it) : madame Buffi
- Alessandro Fabrizi : le sergent Baggio
- Lisa Eichhorn : Emily Greenleaf
- Gretchen Egolf : Fran
- Renato Scarpa : le tailleur

 Source et légende : version française (VF) sur RS Doublage
 Source et légende : version québécoise (VQ) sur Doublage.qc.ca

## Production

### Tournage
C'est en réalité la commune d'Ischia Ponte, sur l'île d'Ischia au large de Naples, qui prête son décor au village fictif de Mongibello. Elle avait déjà servi de lieu de tournage de l'adaptation du même roman de Patricia Highsmith par René Clément en 1960 sous le titre Plein Soleil. Des plans ont également été tournés à Procida et à Positano.
Les scènes censées se dérouler à Sanremo ont en fait été tournées au Paradiso sul mare, à Anzio dans le Latium. Le film met également en avant de nombreux sites emblématiques de Rome (piazza Navona, piazza di Spagna, piazza Mattei, pont Saint-Ange, Forum romain), de Naples (galleria Umberto I), et de Venise (Caffè Florian, place Saint-Marc et Grand Canal).

## Bande originale
- Lullaby for Cain, interprété par Sinéad O'Connor
- Lullaby for Cain, interprété par Mary Ann McCormick et Toni Manoli
- Quatuor avec piano en mi bémol majeur, opus 16 bis, II Andante cantabile, composé par Ludwig van Beethoven et interprété par Isaac Stern, Jaime Laredo, Yo-Yo Ma et Emanuel Ax
- Concerto italien, 1er mouvement, composé par Jean-Sébastien Bach et interprété par Sally Heath
- My Funny Valentine, interprété par Chet Baker
- The Champ, interprété par Dizzy Gillespie
- Mache Dich, Mein Herze, Rein (Passion selon saint Matthieu), composé par Jean-Sébastien Bach et interprété par Dietrich Fischer-Dieskau, Munich Bach Orchestra et Karl Richter
- Ko-Ko, interprété par Charlie Parker
- Guaglione, interprété par Marino Marini
- Tu vuò fà l'americano, interprété par Matt Damon, Jude Law, Fiorello et The Guy Barker International Quintet
- Moanin, interprété par The Guy Barker International Quintet
- My Funny Valentine, interprété par Matt Damon et The Guy Barker International Quintet
- Nature Boy, interprété par Miles Davis
- Tenor Madness, interprété par Sonny Rollins
- Miles and Bird, interprété par The Guy Barker International Quintet
- May I?, interprété par Bing Crosby
- You Don't Know What Love Is, interprété par Alan Barnes
- Pent-Up House, interprété par Guy Barker, Peter King, Iain Dixon, Robin Aspland, Arne Somogyi et Clark Tracey
- Four, interprété par Guy Barker, Peter King, Iain Dixon, Robin Aspland, Arne Somogyi et Clark Tracey
- Lenski's Aria, tiré de Eugène Onéguine de Tchaïkovski interprété par Nicolaï Gedda, Dimiter Stanchev et Juri Mazurok
- Stabat Mater, 1er mouvement, composé par Antonio Vivaldi et interprété par Gabriel Yared
- Stabat Mater, 1er mouvement, composé par Antonio Vivaldi et interprété par Clifford Gurdin et le London Metropolitan Ensemble
- You Don't Know What Love Is, interprété par John Martyn et The Guy Barker International Quintet
- We're Called Gondolieri, interprété par Matt Damon et Jack Davenport
- Knees Up, Mother Brown, interprété par Gabriel Yared et David Arch

## Distinctions principales
Sauf indication contraire, les informations mentionnées dans cette section peuvent être confirmées par la base de données cinématographiques IMDb,  présente dans la section « Liens externes ».

### Récompenses
- British Academy Film Awards 2000 : meilleur acteur dans un second rôle (Jude Law)
- Blockbuster Entertainment Awards 2000 : meilleur second rôle masculin dans un film à suspense (Jude Law)

### Nominations
- Oscars 2000 : meilleur acteur dans un second rôle (Jude Law), meilleur scénario adapté, meilleure musique, meilleurs costumes (Ann Roth et Gary Jones), meilleure direction artistique (Roy Walker et Bruno Cesari).
- Berlinale 2000 : en compétition pour l'Ours d'or.
- Golden Globes 2000 : meilleur film dramatique, meilleur réalisateur, meilleure musique, meilleur acteur dans un film dramatique (Matt Damon) et meilleur second rôle masculin (Jude Law).
- British Academy Film Awards 2000 : meilleur film, meilleure musique (Gabriel Yared), meilleur scénario adapté, meilleure actrice dans un second rôle (Cate Blanchett), meilleure photographie (John Seale), meilleur réalisateur
- Saturn Awards 2000 : meilleur film d'action, d'aventures ou thriller, meilleur acteur dans un second rôle (Jude Law)
- Blockbuster Entertainment Awards 2000 : meilleure actrice dans un film à suspense (Gwyneth Paltrow), meilleur acteur dans un film à suspense (Matt Damon), meilleure actrice dans un second rôle dans un film à suspense (Cate Blanchett)

## Analyse

### Anachronisme
- L'action du film est censée se dérouler dans les années 1950, or un vinyle de Miles Davis de l'album Tutu sorti en 1986 est visible.